# Dynamite (chanson de BTS)
Pour les articles homonymes, voir Dynamite (homonymie).
Singles de BTS
Stay Gold
(2020) Savage Love (Laxed – Siren Beat) (BTS Remix)
(2020)
Dynamite est une chanson du groupe sud-coréen BTS, sortie le 21 août 2020. Il s'agit de la première chanson du groupe à être interprétée entièrement en anglais.
Sortie originellement en tant que single seul, elle est par la suite incluse dans l'album Be du groupe.

## Musique et texte
Dynamite est une chanson Disco et pop, avec des éléments de funk, soul et bubblegum pop,. L'instrumentation est fournie par Dave Stewart, qui joue de la batterie, percussion, guitare basse, synth basse, synthétiseur, piano, guitare électrique, tandis que Johnny Thirkell joue du cor. La chanson utilise des voix superposées, un synthé à écho et des cors de fête pour recréer le son rétro des années 70.
Au niveau des paroles, la chanson parle de la joie et de l'appréciation des petites choses qui rendent la vie précieuse. Elle inclut également des références à la pop culture telles que King Kong ou The Rolling Stones.

## Popularité
La chanson entre directement à la 1re place au Billboard Hot 100, devenant le premier no 1 du groupe. Il s'agit également de la première fois qu'un groupe entièrement coréen atteint le sommet du classement.
De plus, avec 265 000 ventes, le titre réalise le plus grand nombre de téléchargements en une semaine depuis Look What You Made Me Do de Taylor Swift en 2017. Le clip, publié sur YouTube en même temps que la chanson, a également établi plusieurs records : lors de sa première, il a été suivi par trois millions de téléspectateurs. Il atteint 10 millions de vues en vingt minutes, puis 101,1 millions de vues en 24 heures. Il atteint en mars 2021, le milliard de vues.

## Liste des pistes
| - 7-inch 1. Dynamite – 3:19 - Cassette Face-A 1. Dynamite – 3:19 Face-B 1. Dynamite – 3:19 - CD 1. Dynamite – 3:19 2. Dynamite (Instrumental) – 3:18 3. Dynamite (Acoustic Remix) – 3:17 4. Dynamite (EDM Remix) – 3:18 5. Dynamite (Tropical Remix) – 3:17 6. Dynamite (Poolside Remix) – 3:03 7. Dynamite (Slow Jam Remix) – 3:19 8. Dynamite (Midnight Remix) – 3:16 9. Dynamite (Bedroom Remix) – 3:27 10. Dynamite (Retro Remix) – 3:28 - Digital 1. Dynamite – 3:19 2. Dynamite (Instrumental) – 3:18 | - Digital EP (Extended) 1. Dynamite – 3:19 2. Dynamite (Instrumental) – 3:18 3. Dynamite (Acoustic Remix) – 3:17 4. Dynamite (EDM Remix) – 3:18 - Digital EP (DayTime Version) 1. Dynamite – 3:19 2. Dynamite (Instrumental) – 3:18 3. Dynamite (Acoustic Remix) – 3:17 4. Dynamite (EDM Remix) – 3:18 5. Dynamite (Tropical Remix) – 3:17 6. Dynamite (Poolside Remix) – 3:03 - Digital EP (NightTime Version) 1. Dynamite – 3:19 2. Dynamite (Instrumental) – 3:18 3. Dynamite (Slow Jam Remix) – 3:19 4. Dynamite (Midnight Remix) – 3:16 5. Dynamite (Retro Remix) – 3:28 6. Dynamite (Bedroom Remix) – 3:27 |

## Crédits et personnel
Credits adaptés de Tidal et NetEase Music,
- BTS – chant
- David Stewart – producteur, auteur, batterie, percussion, guitare basse, synth bass, synthétiseurs, piano, guitare électrique, chœurs
- Jessica Agombar – auteur
- Johnny Thirkell – cor live
- Pdogg – ingénieur du son
- Jenna Andrews – producteur vocal
- Juan "Saucy" Peña – ingénieur vocal
- Serban Ghenea – mixage audio
- John Hanes – assistant mixage
- Chris Gehringer – mastérisation

## Classements hebdomadaires
| Classements (2020)                      | Meilleure position |
| --------------------------------------- | ------------------ |
| Allemagne (Media Control AG)            | 8                  |
| Australie (ARIA)                        | 2                  |
| Autriche (Ö3 Austria Top 40)            | 9                  |
| Belgique (Flandre Ultratop 50 Singles)  | 6                  |
| Belgique (Wallonie Ultratop 50 Singles) | 8                  |
| Canada (Hot 100)                        | 2                  |
| Corée du Sud (Gaon)                     | 1                  |
| Danemark (Tracklisten)                  | 26                 |
| Écosse (OCC)                            | 1                  |
| Espagne (PROMUSICAE)                    | 38                 |
| États-Unis (Hot 100)                    | 1                  |
| Finlande (Suomen virallinen lista)      | 13                 |
| France (SNEP)                           | 18                 |
| Grèce(IFPI)                             | 10                 |
| Irlande (IRMA)                          | 6                  |
| Israël (Media Forest)                   | 1                  |
| Italie (FIMI)                           | 23                 |
| Japon (Japan Hot 100)                   | 2                  |
| Norvège (VG-lista)                      | 20                 |
| Nouvelle-Zélande (RMNZ)                 | 4                  |
| Pays-Bas (Nederlandse Top 40)           | 8                  |
| Pays-Bas (Single Top 100)               | 20                 |
| Portugal (AFP)                          | 33                 |
| Royaume-Uni (UK Singles Chart)          | 3                  |
| Russie (Tophit Radio Top 100)           | 3                  |
| Suède (Sverigetopplistan)               | 19                 |
| Suisse (Schweizer Hitparade)            | 4                  |

## Records et distinctions
Pour la 63e cérémonie des Grammy Awards, Dynamite est nommée pour le Grammy Award de la meilleure prestation vocale pop d'un duo ou groupe, devenant la première nomination pour le groupe, et faisant de BTS le premier groupe de k-pop à être nommé aux Grammy Awards.
| Année | Organisation               | Titre                                                                          | Ref.   |
| ----- | -------------------------- | ------------------------------------------------------------------------------ | ------ |
| 2020  | Livre Guinness des records | Vidéo la plus visionnée sur Youtube en 24 heures                               | [ 41 ] |
| 2020  | Livre Guinness des records | Vidéo musicale la plus visionnée sur Youtube en 24 heures                      | [ 41 ] |
| 2020  | Livre Guinness des records | Vidéo musicale d'un groupe de k-pop la plus visionnée sur Youtube en 24 heures | [ 41 ] |

| Année | Organisation                 | Titre                                                    | Résultat   | Ref.   |
| ----- | ---------------------------- | -------------------------------------------------------- | ---------- | ------ |
| 2020  | People's Choice Awards       | Chanson de 2020                                          | Lauréat    | [ 42 ] |
| 2020  | People's Choice Awards       | Vidéo musicale de 2020                                   | Lauréat    | [ 42 ] |
| 2020  | Asia Artist Awards           | Chanson de l'année                                       | Lauréat    | [ 43 ] |
| 2020  | Genie Music Awards           | Meilleur Single – Dance                                  | Lauréat    | [ 44 ] |
| 2020  | MelOn Music Awards           | Meilleure chanson dance – Homme                          | Lauréat    | [ 45 ] |
| 2020  | MelOn Music Awards           | Chanson de l'année                                       | Lauréat    | [ 45 ] |
| 2020  | Mnet Asian Music Awards      | Mnet Asian Music Award de la meilleure performance dance | Lauréat    | [ 46 ] |
| 2020  | Mnet Asian Music Awards      | Meilleure vidéo musicale                                 | Lauréat    | [ 46 ] |
| 2020  | Mnet Asian Music Awards      | Mnet Asian Music Award de la chanson de l'année          | Lauréat    | [ 46 ] |
| 2020  | MTV Europe Music Awards      | Meilleure chanson                                        | Lauréat    | [ 47 ] |
| 2020  | MTV Europe Music Awards      | Meilleure chanson pop                                    | Nomination | [ 48 ] |
| 2020  | MTV Video Music Awards Japan | Meilleur groupe vidéo – International                    | Lauréat    | [ 49 ] |
| 2020  | MTV Video Music Awards Japan | Meilleure vidéo de l'année                               | Nomination | [ 50 ] |
| 2021  | Gaon Chart Music Awards      | Chanson de l'année – Août                                | En attente | [ 51 ] |
| 2021  | Golden Disc Awards           | Meilleure chanson numérique                              | En attente | [ 52 ] |
| 2021  | Grammy Awards                | Meilleure prestation vocale pop d'un duo ou groupe       | En attente | [ 53 ] |